# Eleição presidencial no Uzbequistão em 1990
A eleição presidencial uzbeque de 1990 foi realizada em 24 de março, sendo a primeira e última eleição presidencial na história da República Socialista Soviética do Uzbequistão.
A RSS uzbeque foi a primeira das repúblicas soviéticas a estabelecer o cargo de Presidente e vice-presidente. O único candidato na eleição foi o então primeiro secretário do Comitê Central do Partido Comunista do Uzbequistão (como parte do PCUS), o líder de fato da República desde 23 de junho de 1989, Islam Karimov. Assim, as primeira e últimas eleições presidenciais na história da RSS do Uzbequistão foram realizadas de forma incontestável. O Presidente da República foi eleito por deputados recém-eleitos do Conselho Supremo da RSS do Uzbequistão. Shukrulla Mirsaidov foi eleito vice-presidente da República.

## Resultados
498 dos 500 deputados do Supremo Soviético da RSS do Uzbequistão participaram da votação. Destes, 491 deputados (98,2%) apoiaram a candidatura de Islam Karimov, e 7 deputados (1,8%) votou contra. Dois deputados estavam ausentes. Assim, Islam Karimov foi eleito presidente com um número esmagador de votos, e no mesmo dia começou suas novas funções, continuando paralelamente ao cargo de primeiro secretário do Comitê Central do Partido Comunista do Uzbequistão.
| Candidato                            | Partido                              | Votos | %     |
| ------------------------------------ | ------------------------------------ | ----- | ----- |
| Islam Karimov                        | PCUS                                 | 491   | 98.2  |
| Contra                               | Contra                               | 7     | 1.8   |
|                                      |                                      |       |       |
| Votos inválidos/em branco            |                                      |       |       |
| Total de votos                       | Total de votos                       | 498   | 100.0 |
| Eleitores registrados/comparecimento | Eleitores registrados/comparecimento | 500   | 99.6  |